# Дорфман, Елизавета Григорьевна
Елизаве́та Григо́рьевна До́рфман (26 декабря 1899—1942) — советская художница-график, автор иллюстраций к известным книгам.

## Биография
Елизавета (Лиля) Дорфман родилась 26 декабря 1899 в Санкт-Петербурге в семье врача Григория Яковлевича (Гиршеля Янкелевича) Дорфмана и Регины Семёновны (Соломоновны) Дорфман (в девичестве Залшупина).
Дорфман окончила Женскую гимназию при Реформаторской церкви в 1916 году с золотой медалью и дополнительным дипломом наставницы.
В 1918 году поступила на архитектурный факультет Политехнического института, но быстро оставила его.
В 1921 году поступила на художественный факультет Академии Художеств и училась три года в мастерской К. С. Петрова-Водкина. В период 1924-1926 годы училась в той же Академии на полиграфическом факультете вплоть до её окончания.
Работала в нескольких известных издательствах, её иллюстрации в супрематической манере сопровождали книги таких авторов как Владимир Маяковский.
С 1932 г. была членом Союза художников СССР. В рисунках сказывается также влияние кубизма.
С началом войны Дорфман подключается по мере сил к обороне: роет окопы, шьёт маскировочные сети. Елизавета Дорфман умерла в 1942 году во время блокады Ленинграда.

Работы Елизаветы Дорфман
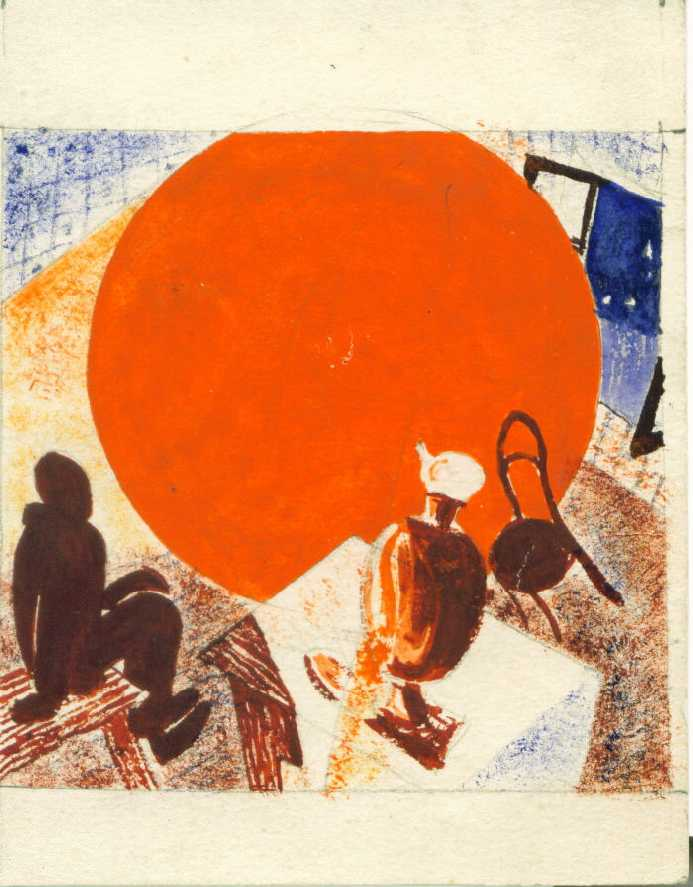
Иллюстрация к стихотворению "Необычайное приключение, бывшее с Владимиром Маяковским летом на даче"
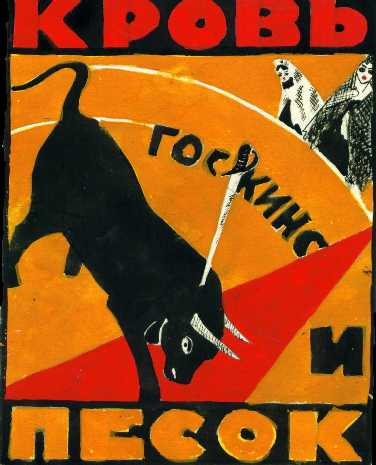
Афиша к фильму «Кровь и песок» по роману Ибаньеса Бласко, 1922

## Семья
- Дяди (братья матери) — редактор и издатель «Энциклопедии банковского дела» и петербургских газет «Русский экономист» и «Жизнь и суд», присяжный поверенный и коллежский асессор Александр Семёнович Залшупин (1867—1929); присяжный поверенный и финансист, председатель правления Третьего Санкт-Петербургского общества взаимного кредита и акционерного общества шоколадной фабрики «Карл Бездена» Минай Соломонович Залшупин (?—1942), хозяин книжных складов и типографий в Варшаве и Санкт-Петербурге.
- Двоюродная сестра — Надежда Александровна Залшупина (в замужестве Данилина, 1898—1976), секретарь издательства «Петрополис» (ей посвящены стихотворение Б. Л. Пастернака «Gleisdereick», 1923, и экспромт Н. С. Гумилёва, 1921); с 1921 года секретарь издательства З. И. Гржебина в Берлине[5][6].
- Двоюродные братья — редактор и колумнист газеты «Жизнь и суд» Борис Владимирович Залшупин и художник-график Сергей Александрович Залшупин.
- Дочь — Мия Георгиевна Гильо (род. 1932), инженер-полиграфист.